# Hausberk (okres Most)
Hausberk (též Alberk, Hansberg nebo Neznámý hrad u Albrechtic) je zaniklý hrad v Krušných horách asi 750 metrů jihozápadně od vsi Černice v okrese Most. Jeho zbytky se nachází na ostrožně, která vybíhá na jižní straně Černického vrchu, v nadmořské výšce asi 380 metrů. Dochovaly se pouze terénní relikty a drobné zbytky zdiva. Pozůstatky hradu jsou chráněny jako kulturní památka.

## Historie
V novodobé historii pozůstatky hradu objevil Petr Plachý v roce 1977. Plán zříceniny, vyhotovený v roce 1934 J. Machleidtem a uložený ve sbírkách Oblastního muzea v Mostě, dokládá znalost hradu v první polovině dvacátého století. Ztrátu povědomí o jeho existenci způsobilo vysídlení Němců a osídlení oblasti novými obyvateli, přičemž došlo ke ztrátě historických kořenů a informací o krajině.
Nejsou známy žádné písemné materiály, které by se k hradu vztahovaly. V literatuře někdy bývá ztotožňován s renesanční tvrzí Alberkem, jak prý nazývali zbytky hradu obyvatelé zaniklých Albrechtic. Lokalizace tvrze Alberk, která zanikla po třicetileté válce, není jasná a předpokládá se, že stála někde v Albrechticích. Jméno Hausberg je pouze historickým názvem hradního vrchu.
Archeologické nálezy datují vznik hradu do druhé poloviny 13. století a zánik do první poloviny 14. století, pravděpodobně v souvislosti se založením sousedního hradu Eisenberka před rokem 1365, jehož zakladatelem byl Nevlas ze Rvenic. Podle Milana Sýkory hrad existoval ještě na počátku 15. století a jeho zakladateli mohli být Hrabišici, kteří jím zabezpečili západní hranici svého panství.

## Stavební podoba

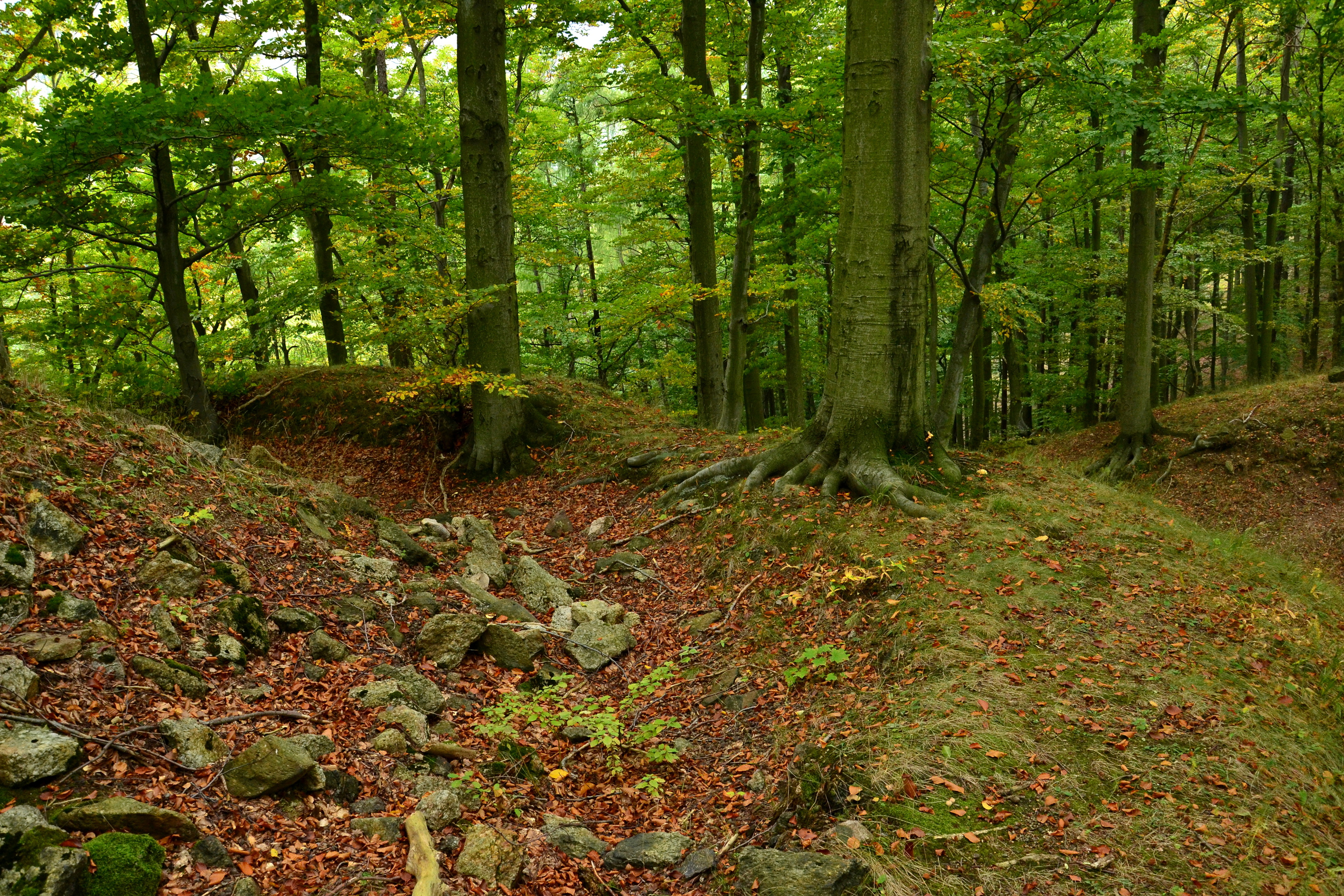
Plášťová hradba u bergfritu

Prostor před hradem byl poničen při budování lesních cest, takže není možné zjistit, kudy vedla přístupová cesta. Ta pravděpodobně obešla první předhradí, které zřejmě sloužilo k oddálení prvního kontaktu s případným nepřítelem, a vstoupila do druhého předhradí. To bylo opevněno ze tří stran níže ve svahu postavenou hradbou o síle asi 160 centimetrů dochovanou do výšky asi 50 centimetrů. Z opevnění a zástavby vlastního předhradí nezůstalo nic.
Hradní jádro je od předhradí odděleno širokým příkopem. V čele jádra stál okrouhlý bergfrit o průměru asi deset metrů (síla zdiva 3–4 metry) obklopený plášťovou hradbou, která pravděpodobně chránila celé jádro. Pod věží, ze které zůstal jen nízký kužel zvětralého zdiva, se na východní straně nacházela brána. Prostor jádra je dnes beze stop zástavby, ale kromě dvouprostorového paláce na konci ostrohu zde stály další dvě budovy. Nejzřetelnějším objektem v hradním jádře je do skály vytesaná prohlubeň, která pochází z doby po zániku hradu. Na východní straně byl hrad v celé délce navíc zajištěn příkopem a valem.
Vzhledem k brzkému zániku hradu představuje hrad u Albrechtic čistou ukázku hradu bergfritového typu.

## Přístup
Nejsnazší přístup k hradu vede po modré turistické značce z Černic nebo ze zámku Jezeří. Od rozcestí Albrechtická štola stoupá proti proudu Černického potoka cesta. První odbočka doprava z této cesty vede asi po 250 metrech přímo kolem prvního předhradí.
Přímo pod hradem vede skrz hradní ostroh Albrechtická štola, která svádí vodu Šramnického a Černického potoka do umělého koryta a dále do Loupnice.

## Galerie

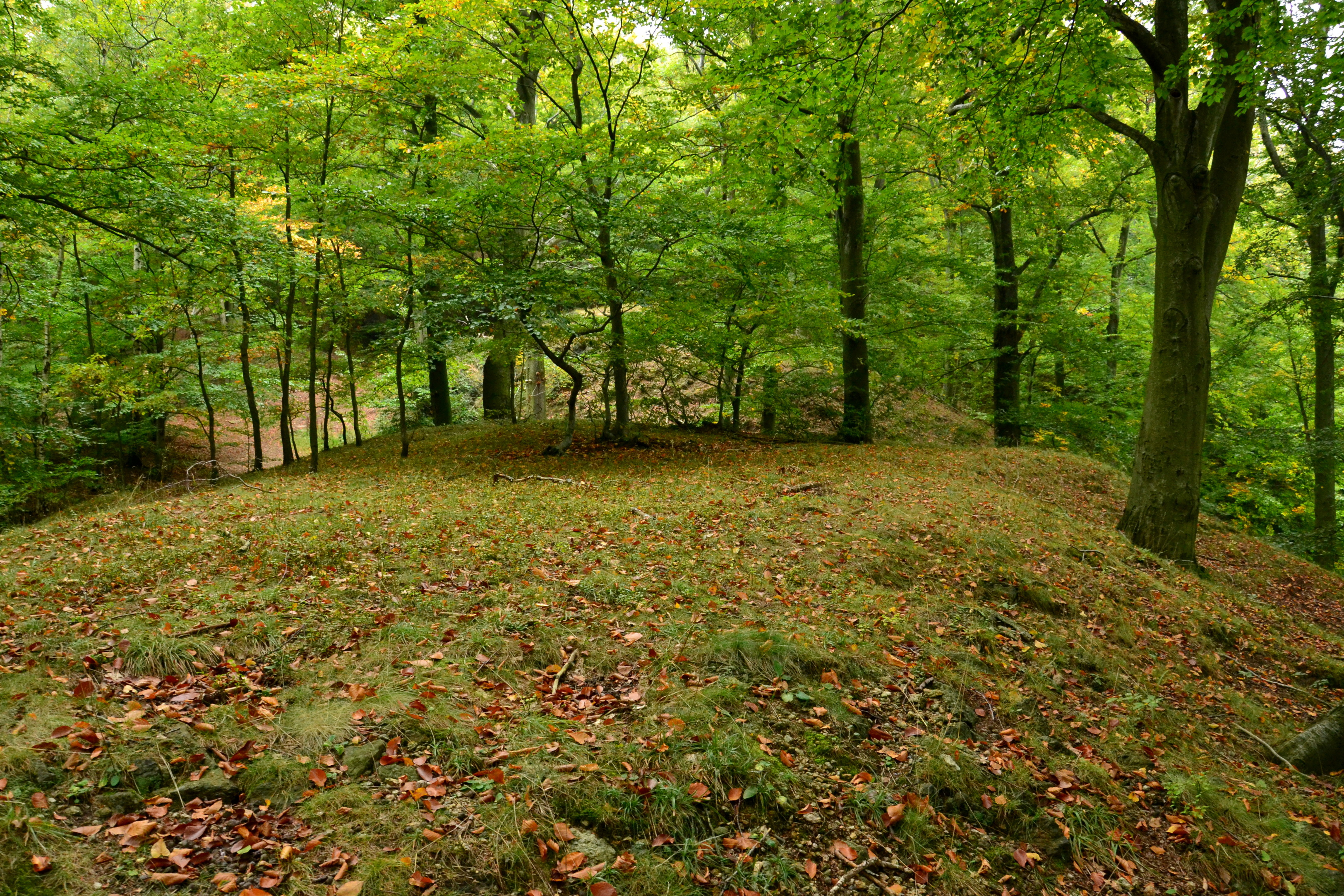
První předhradí
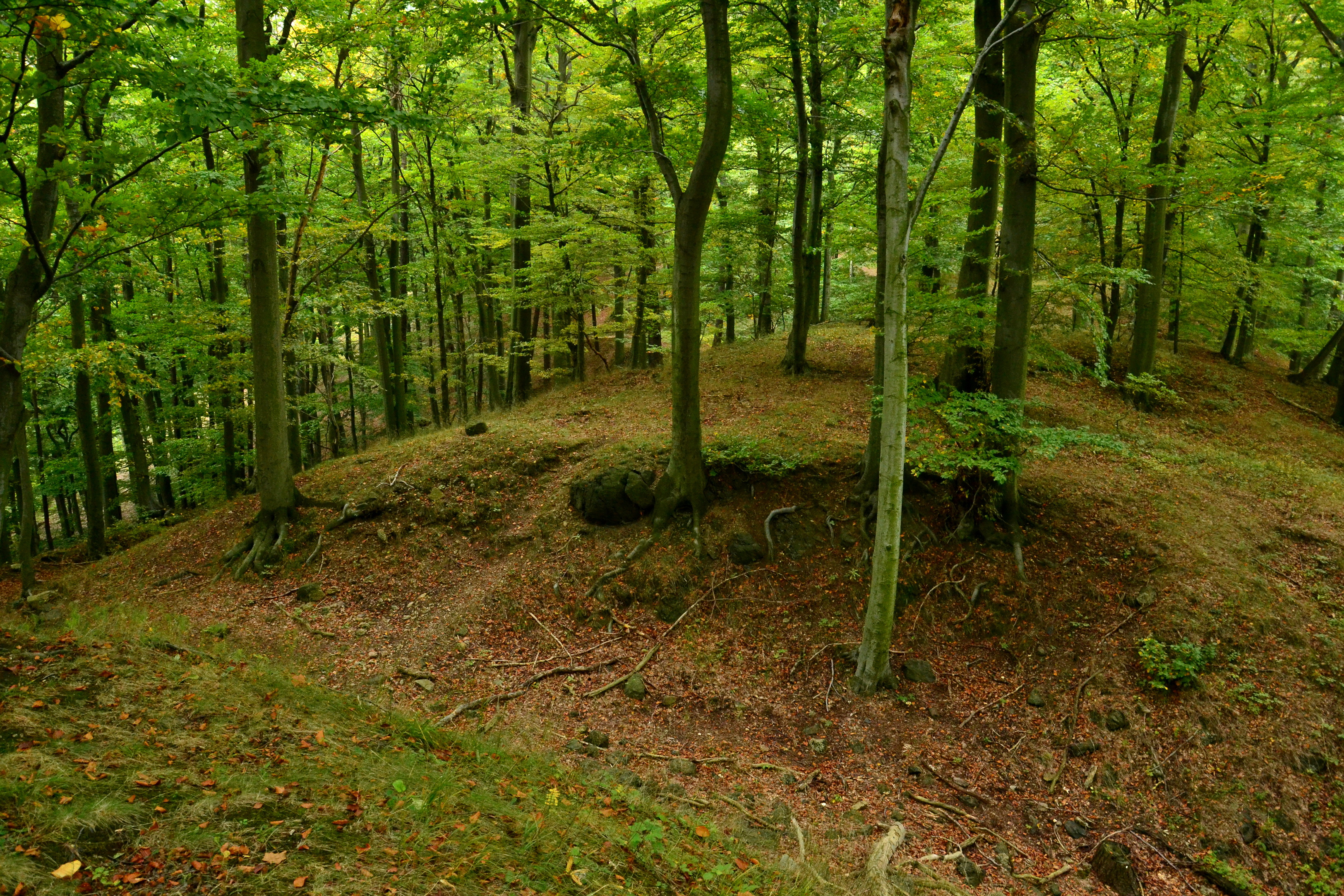
Druhé předhradí
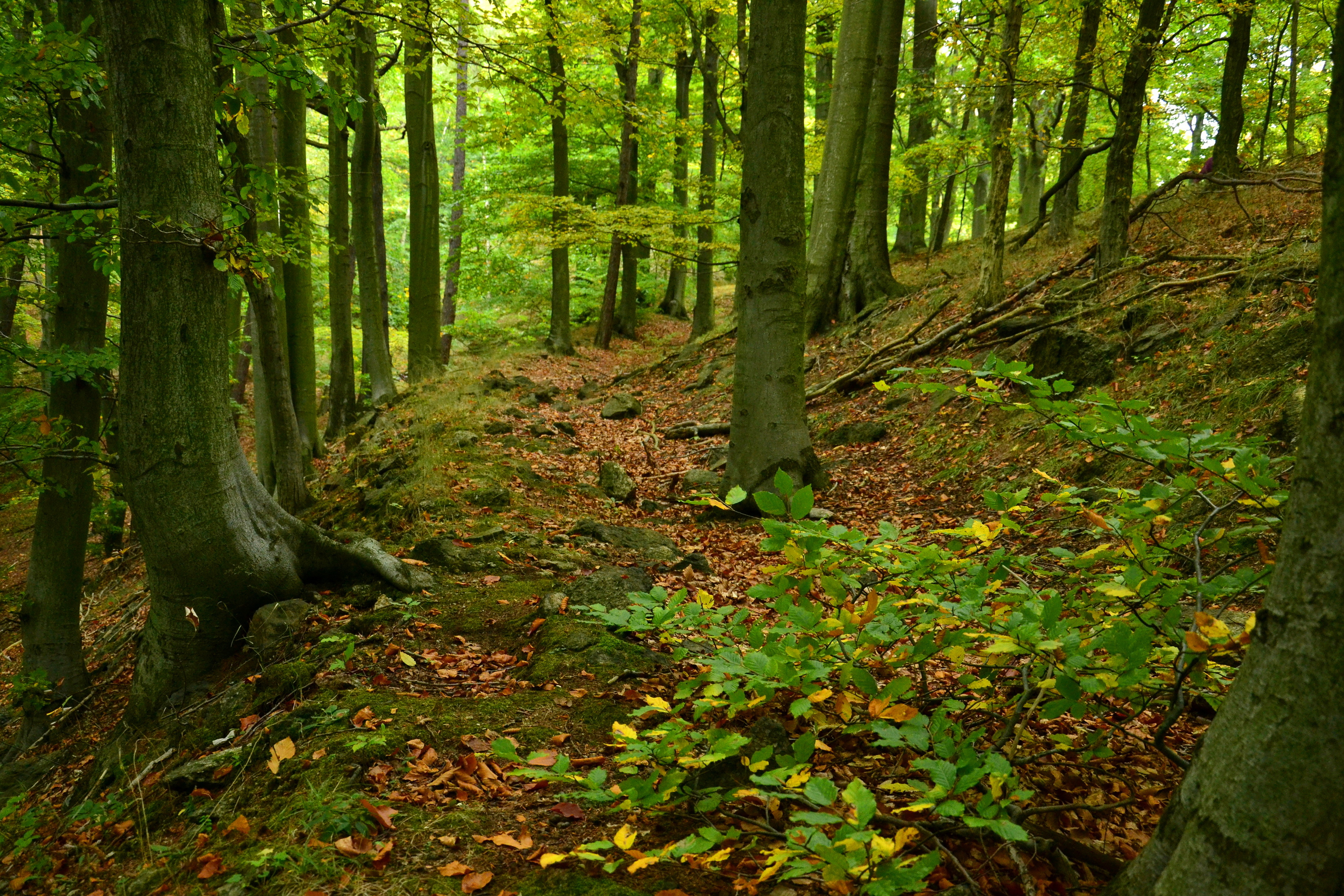
Opevnění druhého předhradí na západě
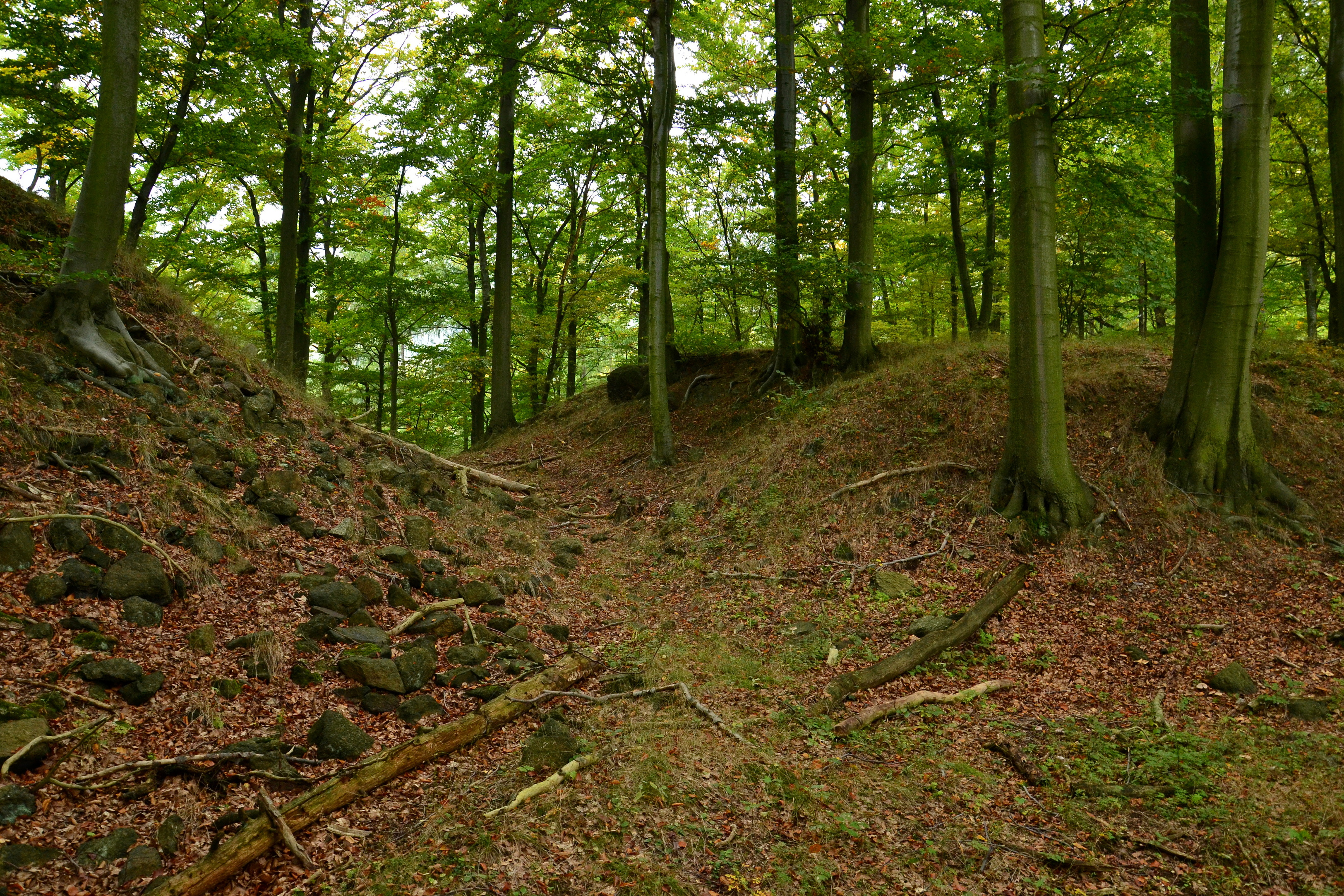
Příkop mezi hradním jádrem a druhým předhradím
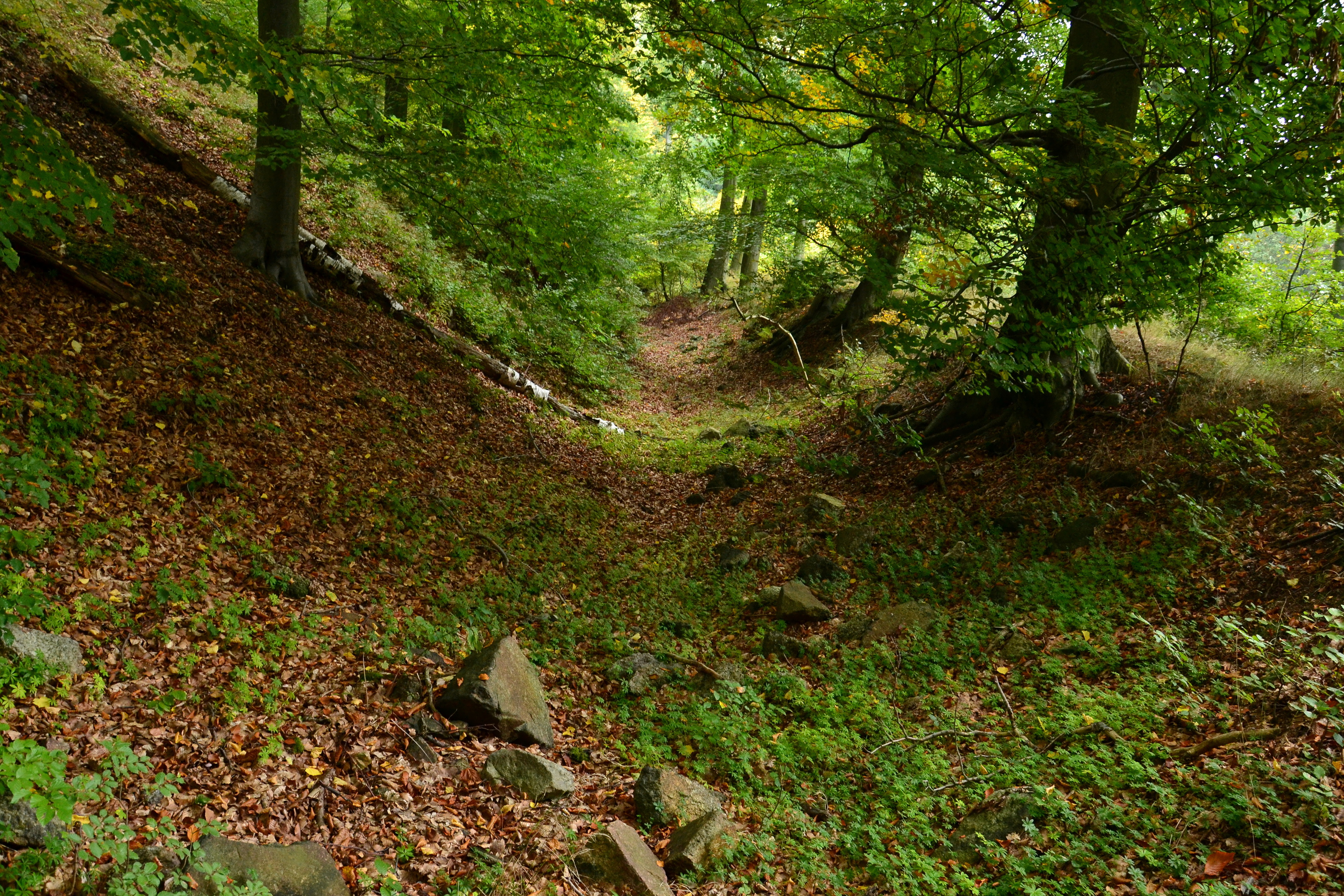
Příkop na východní straně hradu
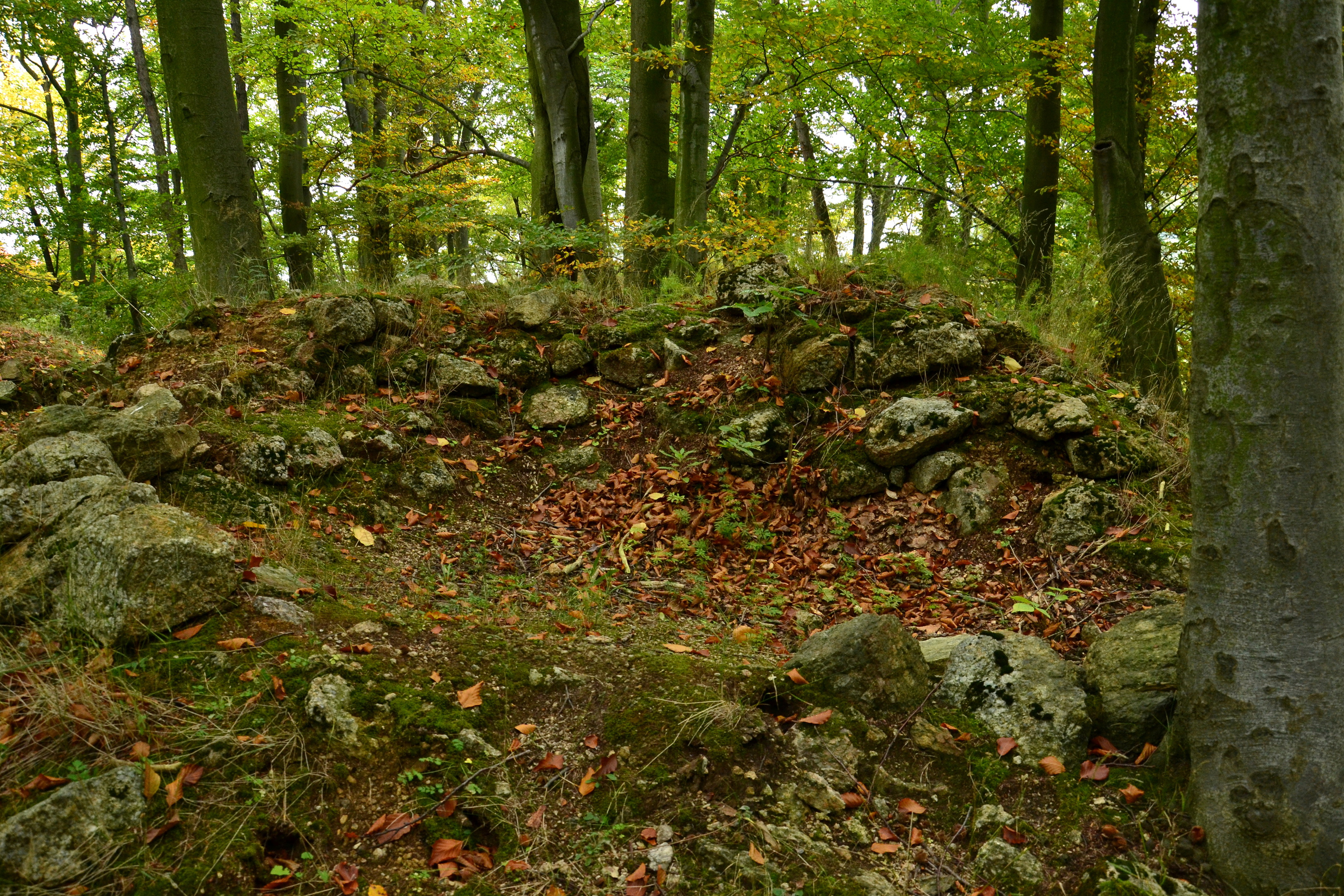
Torzo bergfritu